# Köfering
Köfering – miejscowość i gmina w Niemczech, w kraju związkowym Bawaria, w rejencji Górny Palatynat, w regionie Ratyzbona, w powiecie Ratyzbona. Leży około 10 km na południowy wschód od Ratyzbony, przy drodze B15 i linii kolejowej Ratyzbona–Monachium.

## Dzielnice
W skład gminy wchodzą następujące dzielnice:
- Egglfing
- Köfering

## Osoby urodzone w Köferingu
- Hugo Graf von und zu Lerchenfeld auf Köfering und Schönberg – premier Bawarii

## Zabytki i atrakcje
- Zamek Köfering, wybudowany w XII w.
- zajazd Gasthaus zur Post, wybudowany w XVII w.

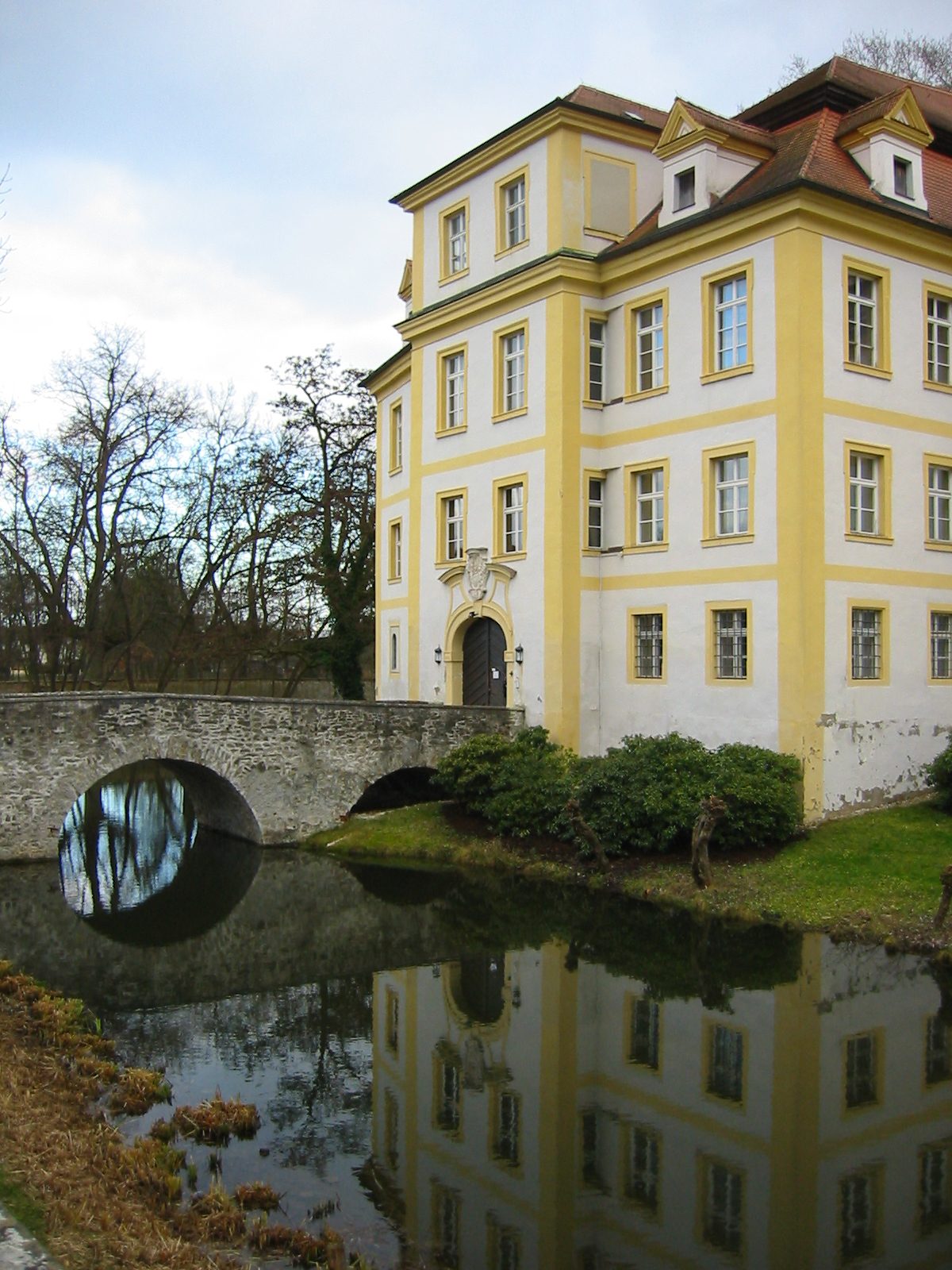
Zamek